# Спроси своё сердце
«Спроси своё сердце» (другое название: «По газонам не ходить») — советский чёрно-белый художественный драматический фильм 1964 года, снятый режиссёром Эмиром Файком по сценарию Анатолия Галиева. Производство киностудии «Казахфильм».
Премьера состоялась 1 марта 1965 года. Фильм посмотрели 8,6 млн зрителей.

## Сюжет
Фёдор возвращается на строительство и продолжает свою работу, благодаря помощи друзей и поддержке коллег. Вместе они сталкиваются с различными трудностями и препятствиями, но благодаря вере в себя и свои идеалы, они преодолевают все трудности. Фёдор и Галя вместе проходят через испытания и сохраняют свою сильную связь.

## В ролях
- Сергей Столяров — Алексей Иванович
- Кирилл Столяров — Фёдор Коржавин
- Нина Шорина — Галя, невеста Фёдора
- Николай Бармин — Павел Николаевич Лаврушин, начальник строительного управления
- Тамара Кокова — Раушан Ахметовна, инженер
- Николай Сморчков — Иван Чичерюкин
- Рахметбай Телеубаев — Булат
- Юлиана Бугаева — Мотя
- Юхан Виркус — Гарри, радиолюбитель
- Анатолий Шаламов — член бригады
- А. Казатаев — Шакен
- Марат Кокенов — юный член бригады
- Гинаят Касымханов — Касым
- Елена Вольская — эпизод
- Зинаида Морская — эпизод
- Б. Эврет — эпизод
- Э. Михина — эпизод
- Ануарбек Молдабеков — эпизод
- П. Бугаков — эпизод

## Съёмочная группа
- Автор сценария: Анатолий Галиев
- Режиссёр-постановщик: Эмир Файк
- Главный оператор: Исаак Гитлевич
- Художник: Виктор Леднев
- Режиссёр: Юрий Мингазитинов
- Композитор: Газиза Жубанова
- Звукооператор: Борис Левкович
- Оператор: Юрий Беляков
- Литературный консультант: М. Блейман
- Технический консультант: Г. Григорьев
- Редакторы: А. Симакова, В. Старков
- Ассистент по монтажу: Х. Хамитова
- Ассистенты режиссёра: А. Гусс, С. Елюбаев, Л. Карболина
- Комбинированные съёмки: Б. Сигов
- Симфонический оркестр Государственного комитета Совета министров СССР по кинематографии:
  - Дирижёры: Газиз Дугашев, Арнольд Ройтман
- Директор картины: А. Шевелев